# 7.ª Brigada Mixta (Ejército Popular de la República)
La 7.ª Brigada Mixta fue una unidad del Ejército Popular de la República creada durante la Guerra Civil Española.

## Historial
La unidad se constituyó el 27 de marzo de 1937 con dos batallones independientes que habían tomado parte en la batalla del Jarama. Su primer jefe fue el comandante de infantería Domingo Benages Sacristán, aunque el 25 de junio de 1937 el mando de la unidad pasó al mayor de milicias Américo Brizuela Cuenca. La unidad llegó a participar en la batalla de Brunete, pero salió tan malparada de los combates que tuvo que ser retirada y disuelta.
La brigada fue recreada nuevamente, siendo asignada su numeración a la 30.ª Brigada Mixta Bis —que a su vez se formó en base al 120.º Batallón de la 30.ª Brigada Mixta—. La unidad pasó el resto de la contienda en el Frente de Madrid, asignada a la 69.ª División, sin intervenir en operaciones militares de relevancia. En marzo de 1939, tras el golpe de Casado, el mando de la brigada pasó al comandante de infantería Ciriaco Sidrach de Cardona del Toro.

## Mandos
Comandantes
- Comandante de infantería Domingo Benages Sacristán
- Mayor de milicias Américo Brizuela Cuenca
- Mayor de milicias Arturo Caballero Ledesma
- Mayor de milicias Valentín Bravo Criado
- Comandante de infantería Ciriaco Sidrach de Cardona del Toro

Comisarios
- Ángel Fernández Sedano
- Ángel Peinado Leal